# E-Prix de Santiago de 2020

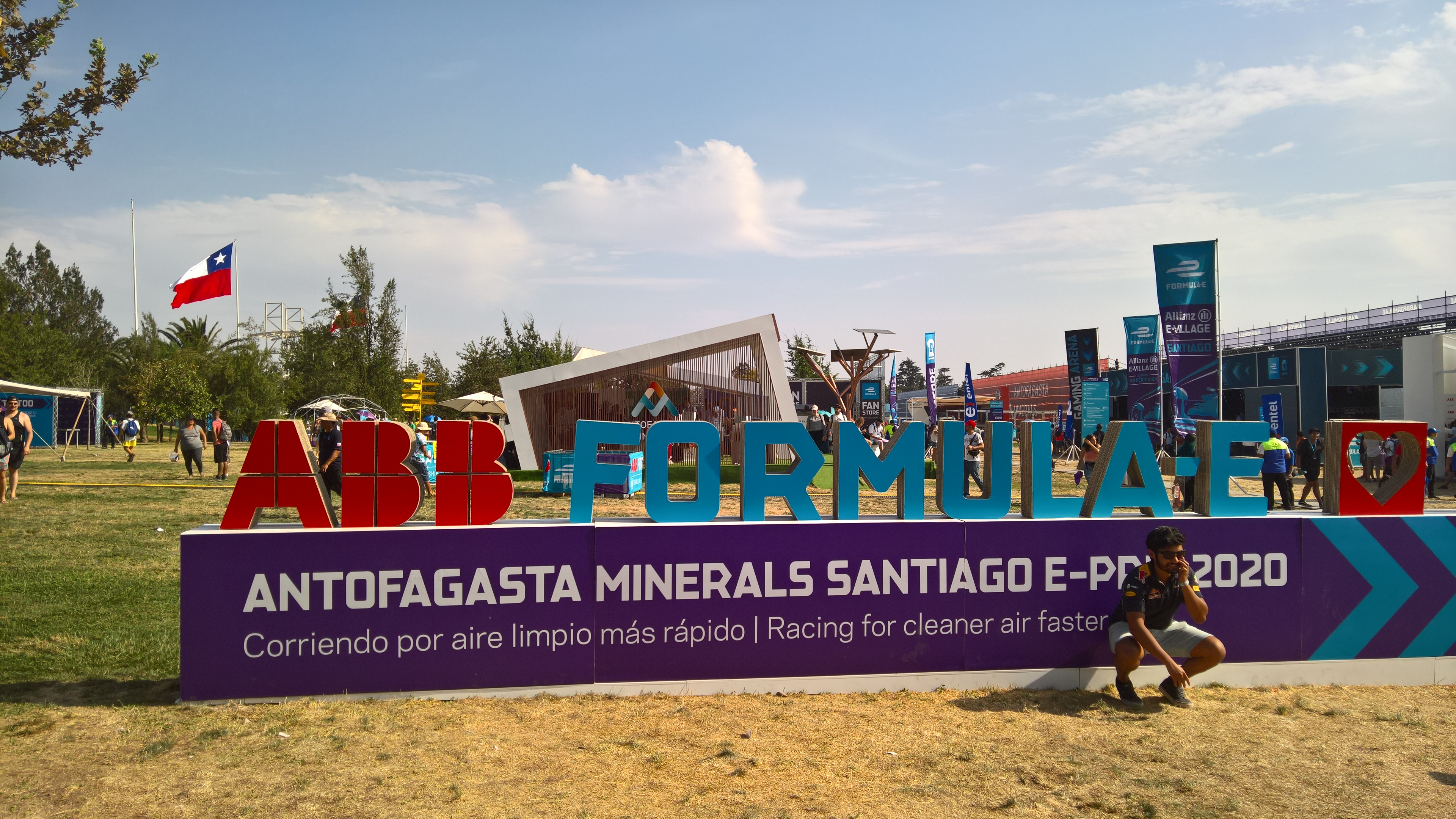
Entrada al e-Prix

El e-Prix de Santiago de 2020 (oficialmente, el 2020 Antofagasta Minerals Santiago e-Prix) fue la tercera carrera de la temporada 2019-20 de la Fórmula E, y la tercera edición anual del e-Prix de Santiago. Se disputó el sábado 18 de enero en el circuito del parque O'Higgins de Santiago, capital de Chile.
El ganador fue el piloto alemán Maximilian Günther, del equipo BMW i Andretti Motorsport, que consiguió su primer triunfo en la categoría.

## Carrera
Maximilian Günther obtuvo su primera victoria en la Fórmula E, convirtiéndose en el ganador más joven de la Fórmula E, después de triunfar en una batalla de la última vuelta con António Félix da Costa. Mitch Evans ocupó el tercer lugar para Panasonic Jaguar Racing, beneficiándose de una penalización impuesta a Nyck de Vries, quien había quedado tercero en el camino. De Vries perdió su podio inaugural debido a una infracción de la temperatura mínima del refrigerante de la batería. Esta penalización también elevó a Pascal Wehrlein al cuarto lugar general.

Trazado del circuito del parque O'Higgins

| Pos. | N° | Piloto                 | Equipo           |
| ---- | -- | ---------------------- | ---------------- |
| 1    | 28 | Maximilian Günther     | Andretti-BMW     |
| 2    | 13 | António Félix da Costa | Techeetah-DS     |
| 3    | 20 | Mitch Evans            | Jaguar           |
| 4    | 94 | Pascal Wehrlein        | Mahindra         |
| 5    | 17 | Nyck de Vries          | Mercedes         |
| 6    | 5  | Stoffel Vandoorne      | Mercedes         |
| 7    | 51 | Lucas di Grassi        | Audi             |
| 8    | 51 | James Calado           | Jaguar           |
| 9    | 19 | Felipe Massa           | Venturi-Mercedes |
| 10   | 5  | Sam Bird               | Virgin-Audi      |
| 11   | 3  | Oliver Turvey          | NIO              |
| 12   | 7  | Nico Müller            | Dragon-Penske    |
| 13   | 23 | Sébastien Buemi        | e.dams-Nissan    |
| 14   | 66 | Daniel Abt             | Audi             |
| 15   | 4  | Robin Frijns           | Virgin-Audi      |
| 16   | 33 | Ma Qing Hua            | NIO              |
| 17   | 22 | Oliver Rowland         | e.dams-Nissan    |
| NC   | 64 | Jérôme d'Ambrosio      | Mahindra         |
| RET  | 6  | Brendon Hartley        | Dragon-Penske    |
| RET  | 25 | Jean-Éric Vergne       | Techeetah-DS     |
| RET  | 48 | Edoardo Mortara        | Venturi-Mercedes |
| RET  | 27 | Alexander Sims         | Andretti-BMW     |
| RET  | 18 | Neel Jani              | Porsche          |
| DSQ  | 36 | André Lotterer         | Porsche          |